# 国府町佐野塚
国府町佐野塚（こくふちょうさのづか）は、徳島県徳島市の町名。北井上地区に属している。郵便番号は〒779-3122。
- 人口：257人（2010年11月。徳島市の調査より）
- 世帯数：85世帯（同上）

## 地理
徳島市の北西部に位置。北は吉野川堤防で限られ、板野郡藍住町と向かい合い、東・南は国府町西黒田、西は名西郡石井町と接する。吉野川下流右岸に立地する平地農村。標高5.0〜8.0m。宝暦3年に築かれた第十堰のすぐ下流に当たる。吉野川の氾濫による肥沃な砂壌土に恵まれるため農業が盛んである。字中村島の吉野川堤防下に天満神社が、字天満には洪水のため寛保元年名東郡第十村から当地へ移転した真言宗善通寺派・千蔵寺がある。
市街化調整区域にあるため都市化は進んでいない。

### 河川
- 吉野川

### 小字
- 阿わじ方
- 小塚原
- 新田
- 天満
- 出口
- 中道
- 野神元

## 歴史
吉野川の氾濫による肥沃な砂壌土に恵まれるため、江戸期から大正初期まで藍作の革新地帯を形成、大正10年頃より養蚕、昭和7年頃より酪農が盛んとなった。
1967年（昭和42年）に名東郡国府町が徳島市に編入し、現在の町名となった。

## 文化

### 民俗芸能
佐野塚獅子舞
徳島市国府町佐野塚に伝わる獅子舞で、宝暦年間（1751-1763）にはすでに行われていたとされる。戦後一時途絶えていたが、昭和40年代末に佐野塚獅子舞保存会が結成され復活する。
毎年10月第4日曜日に行なわれる佐野塚の天満神社の例祭で奉納される。また、国府町芝原の八幡神社例祭（10月17日）においても奉納が行なわれることがある。
獅子舞は獅子2頭（1頭2人使いで計4名）、大太鼓2名、かん鼓2名、拍子木2〜4名、蝶子（ちょうこ）釣り4名で構成される。奉納時には、太鼓とかん鼓のみで奏される「呼び太鼓」から始まり、蝶子釣りの子供による「傘の舞」、獅子舞へと続く。
獅子舞は、「初舞（しょまい）」「歓呼の舞（かんこ）」「竜虎の舞（りょうこ）」「中乱の舞（なからん）」「飛込の舞（とびこみ）」「仕舞乱の舞（しまいらん）」の順に行われる。
当該獅子舞は獅子頭の左右の振りが大きく激しいところに特徴があり、特に最後の「仕舞乱の舞」は、雌雄の獅子が激しいリズムで絡み合う非常にダイナミックな舞いである。
2010年4月、徳島市の無形民俗文化財に指定。

## 交通

### 道路
- 都道府県道
  - 徳島県道15号徳島吉野線